# Segundo tríptico de Valle Castellana
El Segundo Tríptico de Valle Castellana es una pintura al temple y oro sobre tabla de 133 x 130 cm de Carlo Crivelli, que data de hacia 1472 y se conserva en la pinacoteca cívica de Ascoli Piceno. Está firmado en el centro abajo "OPVS KAROLI CRIVELLI VENETI".

## Historia
La obra procede de la iglesia de San Vito en Valle Castellana, en la provincia de Téramo, al igual que el Primer Tríptico de Valle Castellana, con el que también comparte su estado de conservación incompleto, aunque en su caso la pérdida pictórica es incluso mayor. Se considera una obra autógrafa, con exclusión de Drey (1927), quien la remitió a Pietro Alemanno y consideró que la firma era falsa (en realidad sólo fue repintada). Sin embargo, Berenson y todos los críticos siguientes tuvieron una opinión contraria, observando su cercanía estilística al Políptico de San Emidio para la Catedral de Ascoli.

## Descripción y estilo
El tríptico está compuesto por una Virgen entronizada con el Niño en el centro, acompañada de una pequeña Santa Lucía a la derecha junto al trono de mármol y de las dos pequeñísimas comitentes arrodilladas orantes. A los lados, San Antonio Abad, monje anciano con el manto negro con cruz tau blanca de los antonianos, la campana y bastón y los ojos vueltos al cielo, y San Sebastián, vestido de elegante caballero y sosteniendo una flecha contra el pecho.
Como en la Virgen de Corridonia y otras obras de esos años, el artista dejó temporalmente de lado el fondo dorado, aplicando un color rojo uniforme y colgó detrás de los santos telas, decoradas con bordados y damasco, mientras es dorada la que cae delante del respaldo de la Virgen. Es variada la expresión de los santos, su actitud expresiva y su fisonomía. Sebastián en particular lleva el cabello en un corte "sforzesco", como estaba de moda en aquellos años en el Ducado de Milán; su vestimenta y sus gestos delicados reflejan el mundo refinado de las cortes principescas. El Niño está vivo, recostado boca abajo en las rodillas de su madre y, con una muñeca bajo la barbilla, se inclina para bendecir a las donantes, solo un poco más grandes que la manzana colocada cerca en el suelo, símbolo del pecado original. Por tanto, en el panel central permanecen rasgos estilísticos arcaicos, como las proporciones jerárquicas.